# Goldie Harvey
Goldie Harvey, née Susan Oluwabimpe Filani le 23 octobre 1983 et morte le 14 février 2013  est une chanteuse de R'n'B nigériane.
Goldie Harvey avait remporté de nombreux prix sur le continent africain et avait participé à la 7e saison de Big Brother Africa en 2012. De retour de la 55e cérémonie des Grammy Awards, elle a été prise de violents maux de tête et elle est décédée sur le chemin de l'hôpital.